# 笃婆钵提
笃婆钵提（7世纪？—698年），又作笃娑钵提，粟特族，7世纪昭武九姓康国（撒馬爾罕）国王，粟特人称之为伊赫什德，约690年至698年在位。唐代史料称其家族为月氏人，王族温姓。拂呼缦之子。
笃婆钵提大约690年左右即位。与布哈拉胡达斯结盟。696年（武周万岁通天元年），武则天封其为康国王，拜左骁卫大将军。690年代，他与布哈拉摄政贝尔坎·哈顿和费尔干纳的伊克希阿尔图·楚尔一起支持锡尔河各城邦康國聯盟的权力。笃婆钵提于698年去世，死因不明，可能是因为一场流行病。他的继任者是他的兄弟（一说儿子）泥涅师师。